# Т-90
Т-90 «Владімір» (індекс ГБТУ — Об'єкт 188) — російський основний бойовий танк третього покоління. Створений в кінці 1980 — початку 1990-х років як глибока модернізація танка Т-72Б, під індексом Т-72БУ з метою доведення бойових можливостей танка до рівня Т-80У. В 1992 році танк прийняли на озброєння під індексом Т-90.
Танк оснащений 125-мм гладкоствольною гарматою 2А46, системою управління вогнем 1А45Т, модернізованим двигуном і тепловізійним прицілом навідника. Стандартні заходи захисту включають поєднання сталевої та композитної броні, димові гранатомети, динамічний захист «Контакт-5» і систему постановки перешкод для протитанкових керованих ракет (ПТКР) «Штора».
З 2020 року для російської армії та експорту виготовляється більш досконала та сучасна версія танку, Т-90М.

## Історія розробки
Танк Т-90 має своє походження від радянської програми, спрямованої на розробку заміни для основних бойових танків серій Т-64, Т-72 та Т-80. Як основа для нового покоління танків була обрана платформа Т-72 через її економічність, простоту та мобільність з маневреністю. Конструкторське бюро Карцева-Венедиктова з Нижнього Тагілу відповідало за проектування і підготувало дві паралельні пропозиції — Об'єкт 188, який був відносно простим оновленням існуючого танка Т-72Б (Об'єкт 184), та значно більш просунутий Об'єкт 187, який лише частково був пов'язаний із серією Т-72 та включав серйозні покращення конструкції корпусу і башти, броні, силової установки та озброєння. Розробка була затверджена у 1986 році, а перші прототипи були завершені до 1988 року. Державні випробування Об'єкт 188 успішно завершив у 1989 році. 
Об'єкт 188 був розроблений командою під керівництвом В.Н. Венедиктова. Найбільшою зміною стала інтеграція системи управління вогнем 1А45 від Т-80У. Об'єкт 188 спочатку був позначений як Т-72БМ. Перші чотири машини були доставлені для випробувань у січні 1989 року. Удосконалений варіант (названий Т-72БУ) був поставлений починаючи з червня 1990 року. У березні 1991 року Міністерство оборони СРСР рекомендувало армії прийняти Об'єкт 188 на озброєння. Роботи над Об'єктом 187 були одночасно зупинені з невідомих причин, а результати програми досі не розсекречені.
1999 року після смерті головного конструктора танка Володимира Поткіна рішенням Уряду Росії танку Т-90 було присвоєно назву «Владімір» на честь конструктора.

## Виробництво
Дрібносерійне виробництво танків було розпочато в 1992 році, разом на 2010 рік на озброєнні Російської армії перебувало, за різними даними, від 250 до 500 Т-90. У 2008—2009 роках згідно з контрактом постачали по 63 танки щорічно. У 2010 році було заплановано виробництво, за різними даними, від 63 до 261 танків.
У 2000 році почалося постачання цих танків до Індії, а з 2010 і ліцензійне виробництво танку на заводах Індії. У планах довести число танків цього типу в індійській армії до 1657.
У 2006—2008 роках було також підписано контракти на постачання танка до низки інших держав, Алжир і Саудівську Аравію.
Вартість нового Т-90 за угодою на постачання російській армії становить 70 мільйонів рублів за одиницю станом на 2010 рік; у березні 2011 року було названо іншу вартість — 118 млн.
Постачання модернізованих танків Т-90М почалося у квітні 2020 року для Гвардійської танкової армії Західного військового округу РФ. Т-90М «Прорив» отримав принципово нову башту, гармату 2А46М-5 та більш потужний двигун. «Прорив» оснащений новою багатоканальною системою прицілювання, яка дозволяє використовувати зброю в будь-який час доби та обмінюватися даними з іншими машинами в режимі реального часу.. Нова партія була доставлена у березні 2021 року. За даними української розвідки, виробництво Т-90 було сповільнено через вплив міжнародних санкцій після початку вторгнення в Україну.
У статті журналу Forbes на початку жовтня 2023 року припускалося, що виробництво Т-90М збільшили через зростаючу кількість втрат Т-90 в Україні.
Міжнародний інститут стратегічних досліджень (IISS), що базується у Великій Британії, оцінює, що річне виробництво танків Т-90М може досягти до 90 одиниць у 2024 році. Однак, аналіз показує, що більшість цих Т-90М, ймовірно, є модернізованими версіями старих моделей Т-90А, а не новими танками. Джерела повідомляють, що з початку війни в Україні було поставлено понад 200 Т-90М. У вересні 2024 року інтернет сайт Military Watch Magazine (має зв'язки з РФ) повідомив, що спроби збільшити темпи виробництва до понад 1000 одиниць на рік виявилися невдалими, і виробництво залишається невизначеним, деякі повідомлення вказують на те, що понад 300 Т-90М буде поставлено протягом року.

## Конструкція
Т-90 має класичне компонування, з розміщенням відділення управління в лобовій частині, бойового відділення — посередині та моторно-трансмісійного відділення — в кормовій частині. Екіпаж Т-90 складається з трьох осіб — механіка-водія, що розміщується у відділенні управління і навідника з командиром, що знаходяться в башті зліва і праворуч від гармати, відповідно.

### Бронювання
Т-90 має диференційований протиснарядний бронезахист. Броньовий корпус Т-90 — зварний, башта — лита на Т-90(С) і зварна на Т-90А (СА, АМ, СМ, М).
Основним матеріалом корпусу є броньова сталь; верхня лобова плита корпусу, а також лобова частина башти в межах кутів ±35° складаються з комбінованої броні. Частково багатошарову конструкцію мають також борти й дах башти, а також бортові бронеплити корпусу. Башта Т-90А — зварна, виготовлена з броні середньої твердості, яка на 10-15 % перевершує за протиснарядною стійкістю литу броню середньої твердості.
Форма броньового корпусу Т-90 і його компонування не змінилися в порівнянні з Т-72, хоча захищеність нового танка зросла порівняно з попередником завдяки використанню більш сучасної композитної броні та збільшенню габаритів бронювання. Корпус Т-90 має коробчасту форму з клиноподібною носовою частиною зі стандартним для основних радянських бойових танків кутом нахилу до вертикалі верхньої лобової плити — 68°. Борти корпусу вертикальні, верхня їх частина складається з броньових плит, а нижня утворена краями днища. Корма корпусу має зворотний нахил. Дах корпусу складається з кількох катаних броньових листів, днище корпусу — цільноштамповане, складної форми. Лобові деталі башти на Т-90А нахилені горизонтально назад на 60°.
Наповнювач лобових деталей корпусу і башти Т-90(С) аналогічний наповнювачу, що застосовується на Т-72Б, і складається з пакетів наповнювача на основі блоків спеціального бронювання з відбивними листами, цей наповнювач належить до напівактивного типу.
Дах башти частково покритий динамічним захистом на всіх модифікаціях. Згідно російської інформації, лобова броня проти бронебійних підкаліберних снарядів — 800-830 мм.

### Активний захист
Окрім традиційного бронювання та динамічного захисту, Т-90 обладнаний активним захистом, що складається з комплексу оптико-електронного придушення «Штора-1». Комплекс призначений для захисту танка від ураження протитанковими керованими ракетами і включає станцію оптико-електронного придушення та систему постановки завіс.
Станція оптико-електронного придушення призначена для захисту від ракет із напів автоматичною системою наведення типу «TOW», «НОТ», «Milan», «Dragon» та складається з двох інфрачервоних прожекторів ОТШУ-1-7, двох модуляторів і пульта керування. 
Система постановки завіс призначена для протидії керованим ракетам з лазерним самонаведенням або напівавтоматичним наведенням за лазерним променем, а також для ускладнення роботи лазерних далекомірів та створення димової (аерозольної) завіси. Система складається з комплексу індикаторів лазерного випромінювання, що включає два датчики грубого визначення напрямку та два – точного визначення, системи керування і дванадцяти пускових установок аерозольних гранат.
При виявленні опромінення танка лазерним випромінюванням система постановки завіс визначає напрямок опромінення і сповіщає екіпаж, після чого автоматично або за командою командира танка відстрілює аерозольну гранату, яка при розриві створює аерозольну хмару. Ця хмара послаблює та частково відбиває лазерне випромінювання, порушуючи роботу систем наведення ракети. Окрім цього, аерозольна хмара маскує танк, виконуючи функції димової завіси, і може використовуватися спеціально для цієї мети.

### Озброєння

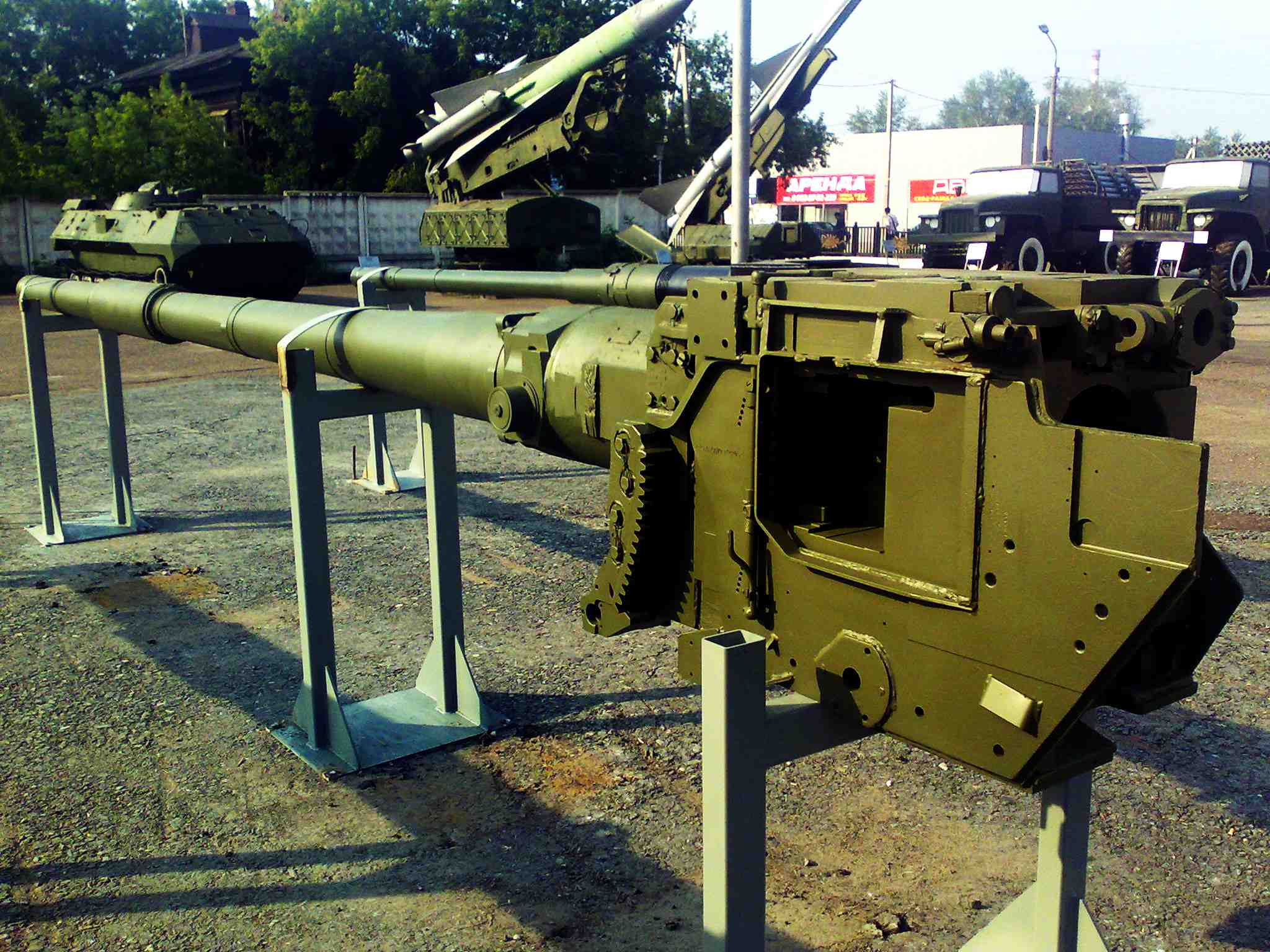
Гладкоствольна танкова гармата 2А46М-1 (Д-81ТМ) в музеї «Мотовиліхінських заводів»

Основним озброєнням Т-90А(М) є 125-мм гладкоствольна гармата 2А46М-5, встановлена у спареній з кулеметом установці на цапфах у лобовій частині башти та стабілізована у двох площинах системою 2Е42-4 «Жасмин». Нова гармата 2А46М-5 знижує розсіювання на 15%. На відміну від 2А46М, ствол хромується, оснащений ежектором, термозахисним кожухом та системою обліку теплового вигіну ствола гармати, що дозволяє, не виходячи з танка, перевіряти лінію прицілювання. Довжина ствола гармати складає 48 калібрів. Гармата оснащена автоматом заряджання і здатна вести вогонь ПТКР. Автомат заряджання Т-90, розташований на обертовому майданчику башти, — електромеханічний, карусельного типу, аналогічний встановленому на Т-72, але з системою управління в автоматичному режимі з місця командира. Час заряджання пострілу АЗ одного типу — 6,5 секунд, ПТКР — 8 секунд, час зміни типу пострілу — не більше 12 секунд. Повне перезаряджання автомата заряджання займає 13-15 хвилин.
Боєкомплект гармати Т-90А (СА) складається з 42 (40—43 в інших модифікаціях) пострілів роздільно-гільзового заряджання, з яких 22 знаходяться в автоматі заряджання, а ще 20 — в укладках у корпусі та башті танка і можуть бути вручну переміщені екіпажем в автомат заряджання по мірі витрачання боєприпасів у ньому або безпосередньо заряджені в гармату. Т-90 здатний вести вогонь широким асортиментом боєприпасів чотирьох типів: бронебійними підкаліберними 3БМ42, 3БМ46 і 3БМ42М, 3БМ59, 3БМ60 для Т-90А з удосконаленим АЗ; кумулятивними 3БК29М, 3БК31; осколково-фугасними снарядами 3ОФ26 із системою дистанційного підриву «Айнет», з електронним детонатором 3ВМ-12, що забезпечує підрив ОФС у заданій точці траєкторії, що підвищує ефективність вогню по вертольотах, які зависли на позиції і живій силі в окопах; керованими ракетами, які можуть бути закладені в боєкомплект у будь-якому співвідношенні.

#### Допоміжне озброєння

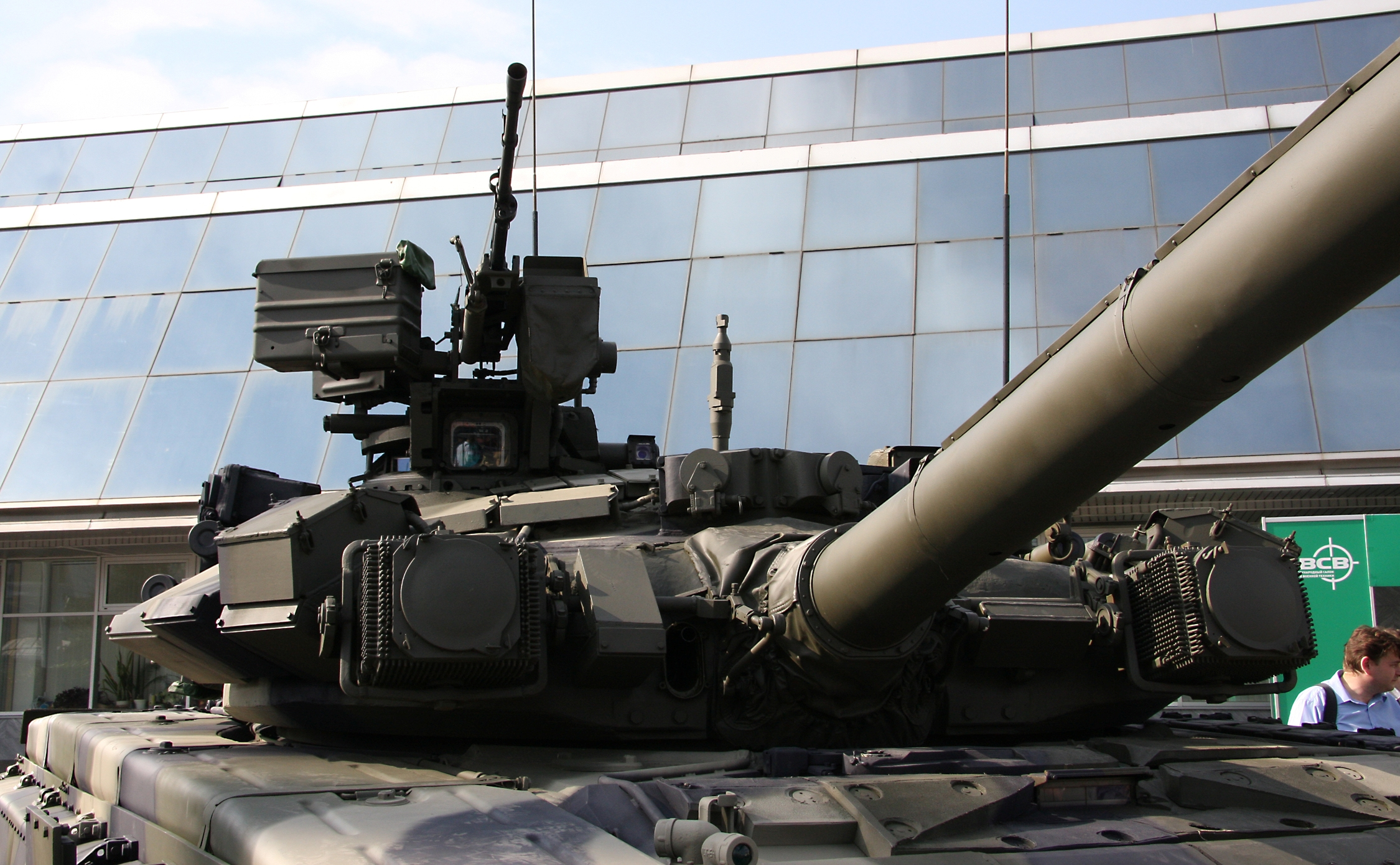
Башта Т-90К: зліва від гармати встановлений спарений кулемет калібру 7,62 мм, а на даху башти — великокаліберний зенітний кулемет калібру 12,7 мм.

Допоміжне озброєння Т-90 складається зі спареного кулемета, зенітної кулеметної установки та особистої зброї екіпажу. У спареній з гарматою установці розміщується 7,62-мм кулемет ПКТМ. Боєкомплект кулемета становить 2000 набоїв у восьми стрічках по 250 штук; бойова скорострільність становить близько 250 пострілів за хвилину.
Зенітна кулеметна установка розміщується на даху башти на командирській башточці та є дистанційно керованим автономним 12,7-мм кулеметом: НСВТ «Утьос» на танках перших серій або 6П49 «Корд» — на пізніших машинах. Наведення кулемета у горизонтальній та вертикальній площинах здійснюється за допомогою електромеханічного приводу. Боєкомплект кулемета становить 300 набоїв у двох стрічках по 150 штук.

#### Кероване озброєння
Окрім традиційного артилерійського озброєння, Т-90 має можливість вести стрільбу ПТКР «Інвар-М». Пуск ракет здійснюється за допомогою основної зброї танка, наведення ракет здійснюється лазерним променем в напівавтоматичному режимі. Комплекс керованого озброєння Т-90 дозволяє вести стрільбу по цілям на дистанції від 100 до 5000 м.

### Двигун

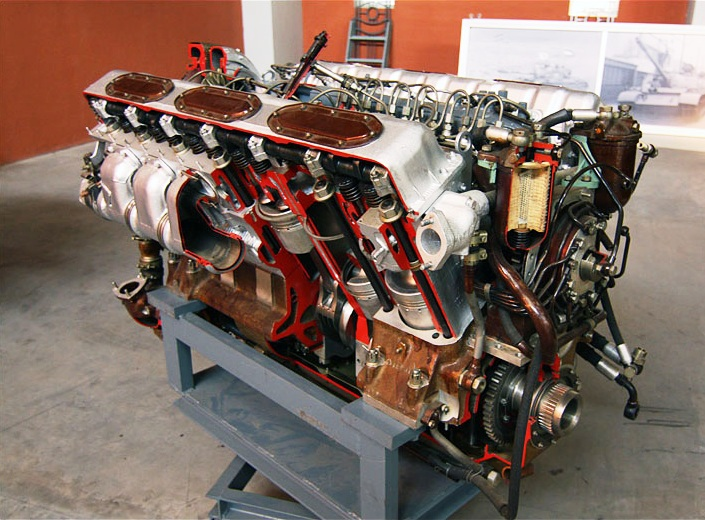
Двигун В-92С2 виробництва ЧТЗ (у розрізі)

Т-90 ранніх модифікацій оснащені чотиритактним V-подібним 12-циліндровим багатопаливним дизельним двигуном моделі В-84МС з рідинним охолодженням, безпосереднім впорскуванням палива та приводним відцентровим нагнітачем. В-84МС розвиває максимальну потужність 840 к. с. при 2000 об/хв.
На Т-90 пізніх випусків, Т-90А/С, встановлюється двигун моделі В-92С2, який є модернізованою версією В-84 і відрізняється наявністю турбонагнітача (2×) та покращеною конструкцією, що дозволило збільшити потужність двигуна до 1000 к. с. при 2000 об/хв.

### Трансмісія
Коробки передач планетарні з гідравлічним управлінням. Трансмісія забезпечує 7 передач вперед і одну назад. Поворот машини здійснюється увімкненням зниженої передачі в коробці передач на стороні відстаючої гусениці. Привод управління коробками передач гідравлічний з механічним приводом золотників. Привод гальма механічний, але забезпечує ефективне гальмування та зупинку машини, а також утримання її навіть на крутих підйомах і спусках.

### Засоби зв’язку та навігації
Зв’язок танка забезпечується УКХ радіостанцією Р-163-50У та приймачем Р-163-УП з частотною модуляцією і кроком 1 кГц. Дальність зв’язку на УКХ частотах від 30,025 до 79,975 МГц досягає 20 км на двометрову штирьову антену.
Командирський танк додатково оснащений КХ радіостанцією Р-163-50К («Арбалет-50К»), 2—30 МГц. Дальність зв’язку на штирьову антену в русі досягає 50 км. На стоянці дальність зовнішнього зв’язку на частотах від 2 до 18 МГц складає до 350 км. Така дальність досягається завдяки встановленню антени «симетричний вібратор» на 11-метрову щоглу.

## Модифікації
- Т-90 — перша серійна модифікація.
- Т-90К — командирський варіант Т-90 з додатковим зв'язковим (радіостанція Р-163-50К) і навігаційним устаткуванням (ТНА-4-3).
- Т-90А — модифікація Т-90 з двигуном В-92С2 потужністю 1000 кінських сил та поліпшеним тепловізійним обладнанням. Встановлена зварена башта з динамічним захистом проти бронебійного підкаліберного снаряда.
- Т-90АК — командирський варіант Т-90А з додатковим зв'язковим і навігаційним устаткуванням.
- Т-90А1 — серійна модифікація Т-90А з тепловізійним комплексом «Есса», поліпшеним автоматом заряджання, збільшеним на 100 літрів заброньованим обсягом і захистом паливних баків. Випускається з 2006 року.
- Т-90СК — командирський варіант Т-90С з додатковим зв'язковим і навігаційним устаткуванням.
- Т-90СА — експортний варіант Т-90А з системою охолодження апаратури нічного бачення і доопрацьованою системою виявлення лазерного випромінювання.
- Т-90СКА — командирський варіант Т-90СА з додатковим зв'язковим і навігаційним устаткуванням.

### Т-90М «Прорив»

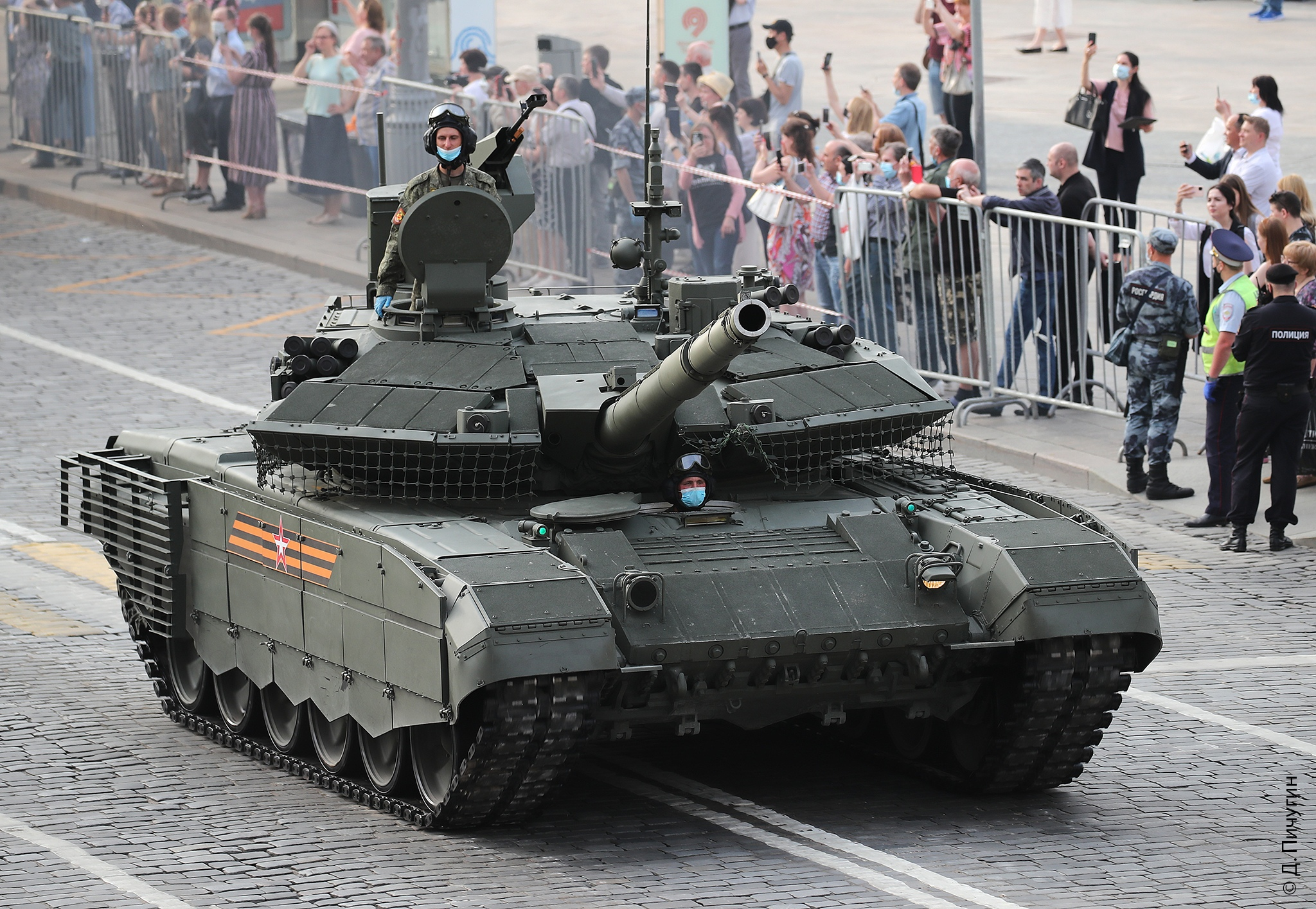
Т-90М на параді, 2021 рік

Т-90М — новітня модифікація Т-90, робота над якою була розпочата за ініціативою УКБТМ у 2004 році за темою ОКР «Прорив». Вперше експортна версія цієї модифікації танка під найменуванням Т-90МС була представлена публіці 9 вересня 2011 на полігоні «Старатель» в Нижньому Тагілі в рамках VIII міжнародної виставки озброєнь REA-2011. Основними особливостями модернізації танка стала заміна старої башти на новий бойовий модуль, який оснащується вдосконаленою СУО «Калина» з інтегрованою бойовою інформаційно-керуючою системою тактичної ланки, новий автомат заряджання і модернізована гармата 2А46М-5, а також дистанційно керована зенітна установка «УДП Т05БВ-1». Встановлено ДЗ «Релікт» замість «Контакт-5».
Особливу увагу було приділено поліпшенню можливостей командира з пошуку цілей та управління вогнем озброєння однаково ефективно вдень і вночі. Вперше в російському основному танку застосовано управління на основі штурвала і система автоматичного перемикання передач з можливістю переходу на ручну. Немеханізований боєкомплект винесений за межі населеного простору, що підвищило живучість екіпажу. Для поліпшення рухливості та маневровості на модернізованому танку встановлено новий комбінований нічний прилад бачення водія і телекамера заднього огляду.
Маса нової версії, у порівнянні з базовою моделлю, збільшена на півтори тонни та становить 48 т, що як і раніше значно менше ніж, наприклад, маса американських і німецьких аналогів. На танк встановлюється моноблокова силова установка В-93 потужністю 1130 кінських сил, розроблена на базі В-92С2Ф2. Прибрано антинейтронний підбій і замінений на вогнестійкий протиуламковий матеріал типу кевлар, а також поліпшена система пожежогасіння. Вогнева міць, захищеність і рухливість танка помітно покращилися, габарити танка не збільшилися і за масою він продовжує залишатися в класі до 50 т.

### Т-90С
Т-90С — експортний варіант Т-90.
Основний напрямок модернізації — це нова башта, яка оснащується вдосконаленою системою управління вогнем, автоматом заряджання і гарматою, а також додатковим дистанційно керованим кулеметним озброєнням і захистом. Особливу увагу приділено підвищенню можливостей командира з тактичного управління танком і підрозділом, пошуку цілей та управління вогнем основного озброєння в усіх видах бою однаково ефективно вдень і вночі. Програмно-технічний комплекс дає командиру найповнішу картину бою.
Істотно поліпшена керованість танка шляхом впровадження автоматичного перемикання передач і приводу повороту від штурвала. Встановлений потужніший основний двигун. Є додатковий енергоагрегат, який дозволяє забезпечити електропостачання танка на стоянці. При цьому габарити машини не збільшилися, а за масою вона продовжує залишатися в класі 50 т.

## Машини на базі Т-90
- БРЕМ-1М — броньована ремонтно-евакуаційна машина.
- МТУ-90 — танковий мостоукладач.
- Об'єкт 199 «Термінатор» — бойова машина підтримки танків.
- ТОС-1А «Солнцепьок» — реактивна система залпового вогню.
- 2С35 «Коаліція-СВ» — самохідна артилерійська установка.

## Бойове застосування

### Російсько-українська війна
Використовувалися підрозділами ЗС РФ під час війни на Донбасі влітку 2014 року, зокрема підрозділами 136-ї мотострілецької бригади Збройних сил РФ. Аналіз наявних відкритих джерел волонтерами груп ІнформНапалм та Bellingcat показав, що на Донбасі російські війська використовували танки модифікації Т-90А.
За свідченнями десантника 80-ї аеромобільної бригади Вадима Сухаревського, танки Т-90 брали участь у боях за Луганський аеропорт. Біля Луганського аеропорту поряд з танком Т-90 сфотографувався бойовик ЛНР Сергій Струтинський.
Віталій Маракасов, військовослужбовець 136-ї бригади, сфотографував колону танків Т-90, і сам сфотографувався неподалік розв'язки об'їзного шосе Луганська, на 10 км південніше Луганська біля села Тернового. Колона танків Т-90 була зафіксована на марші на трасі М04 між селами Придорожне і Новоганнівка під Луганськом. 25 серпня 2014 року колона танків Т-90А, а також БМП-2 і десантні БМД-2, була знята на відео під Новосвітлівкою.

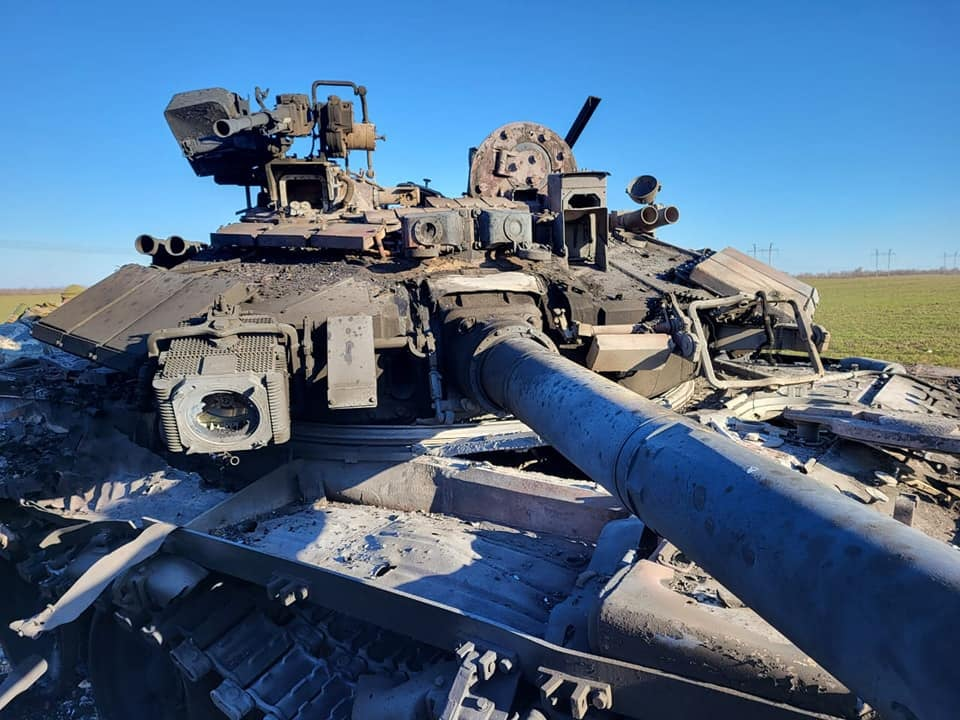
Знищений українськими військовими російський Т-90 «Владімір», Запорізька область, березень 2022 року

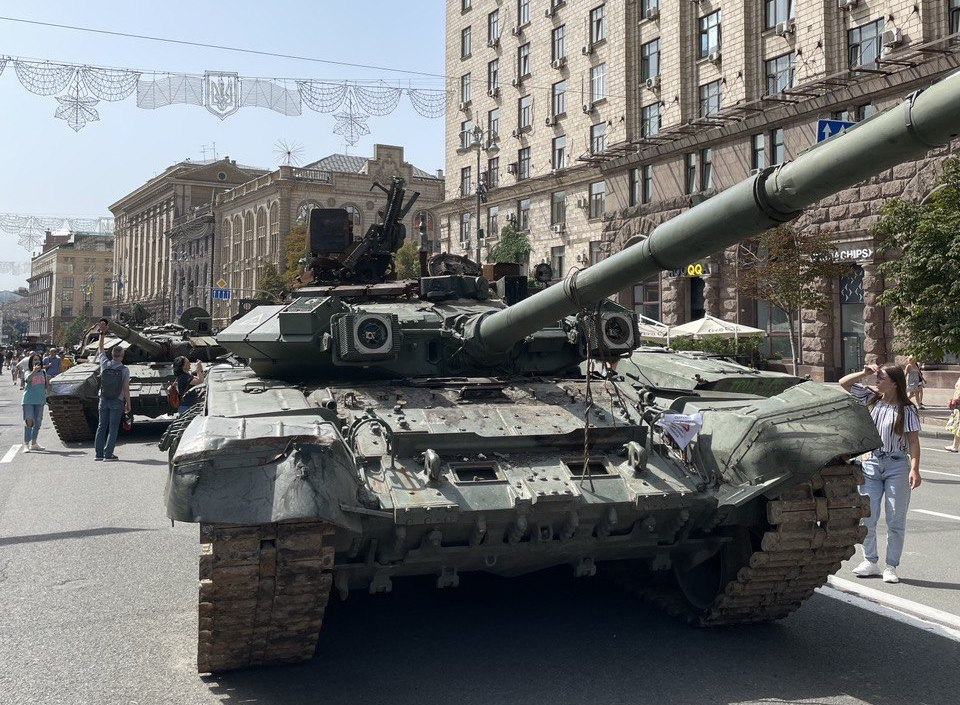
Захоплений Т-90А на Хрещатику

Під час повномасштабної збройної агресії 2022 року росія стала неприховано застосовувати наявні в неї танки різних модифікацій Т-90. Кілька одиниць Т-90А були захоплені українськими військовими у працездатному стані.
25 квітня 2022 року були опубліковані кадри, які свідчать про застосування ЗС РФ у боях проти України модернізованої версії танків Т-90М «Прорив» з комплектом «Накидка».
4 травня 2022 були опубліковані фото зі знищеним влучним пострілом з гранатомета Carl Gustaf танком Т-90М «Прорив» на Харківщині. Цей танк був у знищеній бійцями Харківської територіальної оборони колоні військової техніки російських загарбників під Старим Салтовом.
10 липня 2022 бійці 93 ОМБр ЗСУ опублікували відео знищення декількох танків противника, серед яких був Т-90М «Прорив». Цей танк став другим російським Т-90М, чию втрату в ході війни було візуально підтверджено.
З жовтня 2022 року російськими військовими використовуються на фронті експортні модифікації танка Т-90С. На початку 2023 року був зафіксований перший випадок знищення такого танка в Україні.
Станом на 21 липня 2025 року редактори Oryx Blog знайшли фото чи відео підтвердження безповоротної втрати Росією 129 танків сімейства Т-90, ще низка були пошкоджені.
| Модель | Знищено | Захоплено | Всього |
| ------ | ------- | --------- | ------ |
| Т-90А  | 31      | 10        | 41     |
| Т-90АК | 0       | 1         | 1      |
| Т-90С  | 9       | 1         | 10     |
| Т-90М  | 89      | 7         | 96     |
| Всього | 129     | 19        | 148    |

### Громадянська війна в Сирії
За даними з відкритих джерел відомо, що окремі бронетанкові частини ЗС Сирії отримали від росіян певну кількість танків T-90 i T-90A. Слід наголосити, що сирійцям передано саме танки зі складу бойових підрозділів, а не експортні варіанти з дещо обмеженими тактико-технічними характеристиками та бойовими можливостями.
Метою російської інтервенції у Сирії було підсилення урядових військ, що пояснює і передачу певних видів озброєнь. Проурядовим силам було передано значну кількість бронетехніки, в тому числі БТР-82 і танків T-72Б i T-90. Останні передавалися безпосередньо зі складу військових частин ЗС РФ, тому швидше за все, йшлося про танки T-90 i T-90A, а не експортні T-90С чи T-90A.
Вперше танки Т-90 було помічено на сирійській базі ЗС РФ Хмеймім наприкінці вересня 2015 року. На супутникових фото виявили сім танків Т-90, які експерти пов'язували з охороною цієї бази. З часом з'явилися фото Т-90 серед сирійських або союзних їм військових підрозділів.
Пізніше підтвердилося також бойове використання танків T-90 в боях за Алеппо. При цьому кількість танків цього типу, що опинилися в Сирії, точно невідома, але експерти вважають, що вона не перебільшує 20-30 машин.
Також слід констатувати, що проблеми з використанням незнайомих раніше сирійським танкістам нових систем, наприклад, керування вогнем або активного захисту типу «Штора» все ж існують. Зокрема — в питанні ефективного використання останніх під час бою. Відомий випадок, коли блоки ТШУ-1 системи «Штора-1» не працювали й танк був уражений противником з ПТРК, що свідчить про наявність певних проблем в цьому плані.
Підготовка сирійських екіпажів для Т-90, в тому числі для 4-ї бронетанкової дивізії, здійснюється в навчальних таборах в Тартусі та Латакії. Це пояснює, зокрема, чому перші Т-90 було викрито саме на базі Хмеймім у вересні 2015 року, фото в районі Алеппо були зроблені в листопаді 2015 року, а перші підтверджені факти участі Т-90 в бойових діях на цій ділянці фронту мали місце в січні-лютому 2015 року. Деякі джерела, щоправда, не виключають можливості підготовки сирійських екіпажів на території РФ.
Відеозаписи ураження танків Т-90 з'являлися у травні 2016 року.
Перший захоплений повстанцями угруповання Харакат Нур аль-Дин аль-Зенкі танк Т-90 входив до складу спецпідрозділу «Група Тигрів». Це відбулося 9 червня 2016 року в районі Маллах Фармс, що на північ від Алеппо.
За словами видання DefenceExpress, аналіз відкритих джерел дає підстави стверджувати, що, попри твердження російських пропагандистських ресурсів про те, що в Сирії нібито не було втрачено жодного Т-90, окрім захопленого повстанцями в червні 2016 року, є всі підстави стверджувати, що в Сирії було знищено повстанцями з використанням BGM-71 TOW щонайменше 4 танки Т-90, ще 7 пошкоджено з необхідністю заміни елементів бронювання, «штори», прицільної системи, перископів тощо.
Так, наприклад, 23 січня 2017 року бойовики «Ісламської Держави» розповсюдили відеозапис підбитого ними російського танка Т-90 «Владімір», що брав участь в сирійському конфлікті на боці проурядових сил в районі Алеппо. На танку був встановлений прапор ліванської шиїтської організації «Хезболла».

### Друга карабаська війна
Армія Азербайджану мала на озброєнні близько 100 одиниць Т-90С. Відомо, що танки Т-90С були використані азербайджанською стороною під час зіткнень у Нагірному Карабасі, що розпочались у вересні 2020 року. Так, 2 жовтня 2020 року вірменськими військовими був захоплений Т-90С, який був перед тим виведений з ладу влученням протитанкової ракети — динамічний захист спрацював, а екіпаж полишив машину.
За даними Oryxspioenkop, ЗС Азербайджану безповоротно втратили 7 танків Т-90С в ході війни.

## Оператори

### Дійсні
- Азербайджан — 93 одиниці Т-90С, станом на 2024 рік[56]. За побажанням азербайджанської сторони на танки було встановлено комплекси оптико-електронного захисту «Штора-1».
- Алжир — 600 одиниць Т-90СА, станом на 2024 рік[57].
- Вірменія — 1 одиниця Т-90С, станом на 2024 рік[58]. Був виграний на російських танкових змаганнях з танкового біатлону у 2014 році[59].
- В'єтнам — 64 одиниці Т-90С/СК, станом на 2024 рік[60].
- Індія — понад 1200 одиниць Т-90С, станом на 2024 рік[61].
- Ірак — 73 одиниці Т-90С/СК (всього в планах передати 73 одиниці), станом на 2024 рік[62].
- Росія
  - Сухопутні війська РФ — 370 одиниць Т-90М на озброєнні та деяка кількість Т-90А/С, станом на 2025 рік. Плюс невідома кількість Т-90 і Т-90А на зберіганні[63][64].
  - Повітрянодесантні війська РФ — 30 одиниць Т-90М на озброєнні, станом на 2025 рік[65].
- Сирія — перебувають на озброєнні, станом на 2024 рік. Точна кількість Т-90 на озброєнні невідома[66].
- Туркменістан — 4 одиниці Т-90С, станом на 2024 рік[67].
- Уганда — 44 одиниці Т-90С на озброєнні, станом на 2025 рік[68].
- Україна — кількість встановити неможливо. Велика кількість була захоплена під час повномасштабного російського вторгнення в Україну[69]. 10 одиниць Т-90А, 1 одиниця Т-90АК та 7 одиниць Т-90М захоплено за візуально підтвердженими даними сайту ORYX[70].

### Росія
Т-90М «Прорив» прийнято на озброєння Збройних сил Російської Федерації у 2019 році. До військ перша партія надійшла у квітні 2020 року. Чергова партія надійшла на початку березня 2021 року. Частину з отриманих танків мали передати в Казанське вище танкове командне училище. Відомо, що станом на початок 2021 року укладено контракти на модернізацію понад 130 танків Т-90 до рівня Т-90М. При чому постачання модернізованих Т-90 відбувалось з кількарічними затримками.

## Порівняння тактико-технічних характеристик
У таблицях наведено порівняння тактико-технічних характеристик Т-90 з іншими моделями сучасних основних бойових танків.

| Тактико-технічні характеристики сучасних основних бойових танків | Тактико-технічні характеристики сучасних основних бойових танків                            | Тактико-технічні характеристики сучасних основних бойових танків | Тактико-технічні характеристики сучасних основних бойових танків       |
| ---------------------------------------------------------------- | ------------------------------------------------------------------------------------------- | ---------------------------------------------------------------- | ---------------------------------------------------------------------- |
| {\displaystyle M}                                                | Бойова маса (загальна вага танка в бойовому стані) в тоннах                                 | {\displaystyle V}                                                | Максимальна швидкість (по шосе) в кілометрах на годину                 |
| {\displaystyle L}                                                | Довжина (загальна довжина танка з гарматою вперед) в міліметрах                             | {\displaystyle L_{k}}                                            | Запас ходу по шосе (без встановлення додаткових баків) в кілометрах    |
| {\displaystyle L^{w}}                                            | Ширина (від гусениці до гусениці, без бортових екранів) в міліметрах                        | {\displaystyle B}                                                | Кількість пострілів з основної гармати                                 |
| {\displaystyle H}                                                | Висота (по даху башти) в міліметрах                                                         | {\displaystyle C}                                                | Калібр основної гармати в міліметрах                                   |
| {\displaystyle W}                                                | Потужність силової установки (двигуна) танка в кінській силі                                | На озброєнні                                                     | Рік прийняття на озброєння першої моделі                               |
| {\displaystyle N}                                                | Питома потужність (відношення потужності {\displaystyle W} до маси {\displaystyle M} танка) | Активний захист                                                  | Відсутність чи наявність систем активного захисту (APS)                |
| {\displaystyle E}                                                | Екіпаж танка (чоловік)                                                                      | Динамічний захист                                                | Відсутність чи наявність систем динамічного захисту (ERA, NxRA, SLERA) |

| Порівняння ТТХ сучасних основних бойових танків | Порівняння ТТХ сучасних основних бойових танків | Порівняння ТТХ сучасних основних бойових танків | Порівняння ТТХ сучасних основних бойових танків | Порівняння ТТХ сучасних основних бойових танків | Порівняння ТТХ сучасних основних бойових танків | Порівняння ТТХ сучасних основних бойових танків | Порівняння ТТХ сучасних основних бойових танків | Порівняння ТТХ сучасних основних бойових танків | Порівняння ТТХ сучасних основних бойових танків | Порівняння ТТХ сучасних основних бойових танків | Порівняння ТТХ сучасних основних бойових танків | Порівняння ТТХ сучасних основних бойових танків | Порівняння ТТХ сучасних основних бойових танків | Порівняння ТТХ сучасних основних бойових танків | Порівняння ТТХ сучасних основних бойових танків |
| Список можна сортувати. Натисніть назву колонки яку потрібно відсортувати. Клацніть знову, щоб змінити порядок сортування. Оновіть сторінку щоб відновити до початкового виду. | Список можна сортувати. Натисніть назву колонки яку потрібно відсортувати. Клацніть знову, щоб змінити порядок сортування. Оновіть сторінку щоб відновити до початкового виду. | Список можна сортувати. Натисніть назву колонки яку потрібно відсортувати. Клацніть знову, щоб змінити порядок сортування. Оновіть сторінку щоб відновити до початкового виду. | Список можна сортувати. Натисніть назву колонки яку потрібно відсортувати. Клацніть знову, щоб змінити порядок сортування. Оновіть сторінку щоб відновити до початкового виду. | Список можна сортувати. Натисніть назву колонки яку потрібно відсортувати. Клацніть знову, щоб змінити порядок сортування. Оновіть сторінку щоб відновити до початкового виду. | Список можна сортувати. Натисніть назву колонки яку потрібно відсортувати. Клацніть знову, щоб змінити порядок сортування. Оновіть сторінку щоб відновити до початкового виду. | Список можна сортувати. Натисніть назву колонки яку потрібно відсортувати. Клацніть знову, щоб змінити порядок сортування. Оновіть сторінку щоб відновити до початкового виду. | Список можна сортувати. Натисніть назву колонки яку потрібно відсортувати. Клацніть знову, щоб змінити порядок сортування. Оновіть сторінку щоб відновити до початкового виду. | Список можна сортувати. Натисніть назву колонки яку потрібно відсортувати. Клацніть знову, щоб змінити порядок сортування. Оновіть сторінку щоб відновити до початкового виду. | Список можна сортувати. Натисніть назву колонки яку потрібно відсортувати. Клацніть знову, щоб змінити порядок сортування. Оновіть сторінку щоб відновити до початкового виду. | Список можна сортувати. Натисніть назву колонки яку потрібно відсортувати. Клацніть знову, щоб змінити порядок сортування. Оновіть сторінку щоб відновити до початкового виду. | Список можна сортувати. Натисніть назву колонки яку потрібно відсортувати. Клацніть знову, щоб змінити порядок сортування. Оновіть сторінку щоб відновити до початкового виду. | Список можна сортувати. Натисніть назву колонки яку потрібно відсортувати. Клацніть знову, щоб змінити порядок сортування. Оновіть сторінку щоб відновити до початкового виду. | Список можна сортувати. Натисніть назву колонки яку потрібно відсортувати. Клацніть знову, щоб змінити порядок сортування. Оновіть сторінку щоб відновити до початкового виду. | Список можна сортувати. Натисніть назву колонки яку потрібно відсортувати. Клацніть знову, щоб змінити порядок сортування. Оновіть сторінку щоб відновити до початкового виду. | Список можна сортувати. Натисніть назву колонки яку потрібно відсортувати. Клацніть знову, щоб змінити порядок сортування. Оновіть сторінку щоб відновити до початкового виду. |
| Танк | {\displaystyle M} | {\displaystyle L} | {\displaystyle L^{w}} | {\displaystyle H} | {\displaystyle W} | {\displaystyle N} | {\displaystyle E} | {\displaystyle V} | {\displaystyle L_{k}} | {\displaystyle B} | {\displaystyle C} | На озброєнні | Динамічний захист | Активний захист | Джерела |
| --- | --- | --- | --- | --- | --- | --- | --- | --- | --- | --- | --- | --- | --- | --- | --- |
| БМ «Оплот» Україна | 51 | 9720 | 3400 | 2285 | 1200 | 24,7 | 3 | 70 | 400 | 46 | 125 | 2009 | «Дуплет» | «Варта» | 12 |
| Т-90С Росія | 46,5 | 9530 | 3370 | 2280 | 1000 | 21,5 | 3 | 60 | 450 | 42 | 125 | 2005 | так | «Штора-1» | 1 2 |
| Leopard 2A6M Німеччина | 62,5 | 10970 | 3030 | 2640 | 1500 | 24,0 | 4 | 68 | 500 | 42 | 120 | 2004 | так | «MUSS» | 1 2 |
| Merkava Mark IV Ізраїль | 65 | 9040 | 3720 | 2660 | 1500 | 23,0 | 4 | 64 | 500 | 48 | 120 | 2003 | «LAHAT» | «Trophy» | 1 2 |
| Abrams M1A2SEP США | 63 | 9830 | 3650 | 2370 | 1500 | 23,8 | 4 | 68 | 426 | 48 | 120 | 2000 | «ARAT» | «AN/VLQ-6 MCD» | 1 2 3 |
| РТ-91А Польща | 45,3 | 9670 | 3600 | 2200 | 1000 | 21,8 | 3 | 60 | 480 | 42 | 125 | 2010 | «ERAWA» | «OBRA-3» | 1 2 3 4 |
| Leclerc Франція | 54,5 | 9870 | 3710 | 2530 | 1500 | 27,52 | 3 | 72 | 500 | 40 | 120 | 1992 | так | н/д | 1 2 |
| Challenger 2 Велика Британія | 62,5 | 11500 | 3500 | 2490 | 1200 | 19,2 | 4 | 56 | 450 | 52 | 120 | 2002 | так | н/д | 1 2 |
| K1А1 (тип 88) Південна Корея | 53,1 | 9710 | 3600 | 2250 | 1200 | 22 | 4 | 65 | 500 | 32 | 120 | 2000 | н/д | ні | 1 2 3 |
| тип 99А2 КНР | 58 | 11000 | 3400 | 2250 | 1500 | 27,8 | 3 | 65 | 450 | 32 | 125 | 2000 | FY-4 | JD-3 | 1 2 |
| Arjun Mk.1 Індія | 57,6 | 10638 | 3864 | 2320 | 1400 | 23,9 | 4 | 70 | 450 | 39 | 120 | 2011 | ні | ні | 12 |
| C1 Ariete Італія | 54 | 9670 | 3420 | 2510 | 1247 | 23 | 4 | 65 | 550 | 42 | 120 | 1995 | ні | так | 1 2 |
| Al-Khalid Пакистан | 48 | 10070 | 3500 | 2400 | 1200 | 26 | 3 | 72 | 500 | 39 | 125 | 2001 | так | «Варта» | 1 2 |
| Тип 10 Японія | 44 | 9485 | 3240 | 2300 | 1200 | 27 | 3 | 70 | н\д | н\д | 120 | 2010 | н\д | н\д | 1 2 |
| Zulfiqar Іран | 36 | 7000 | 3600 | 2400 | 780 | 21,7 | 3 | 70 | 450 | н\д | 125 | 1996 | ні | ні | 1 |

## Галерея

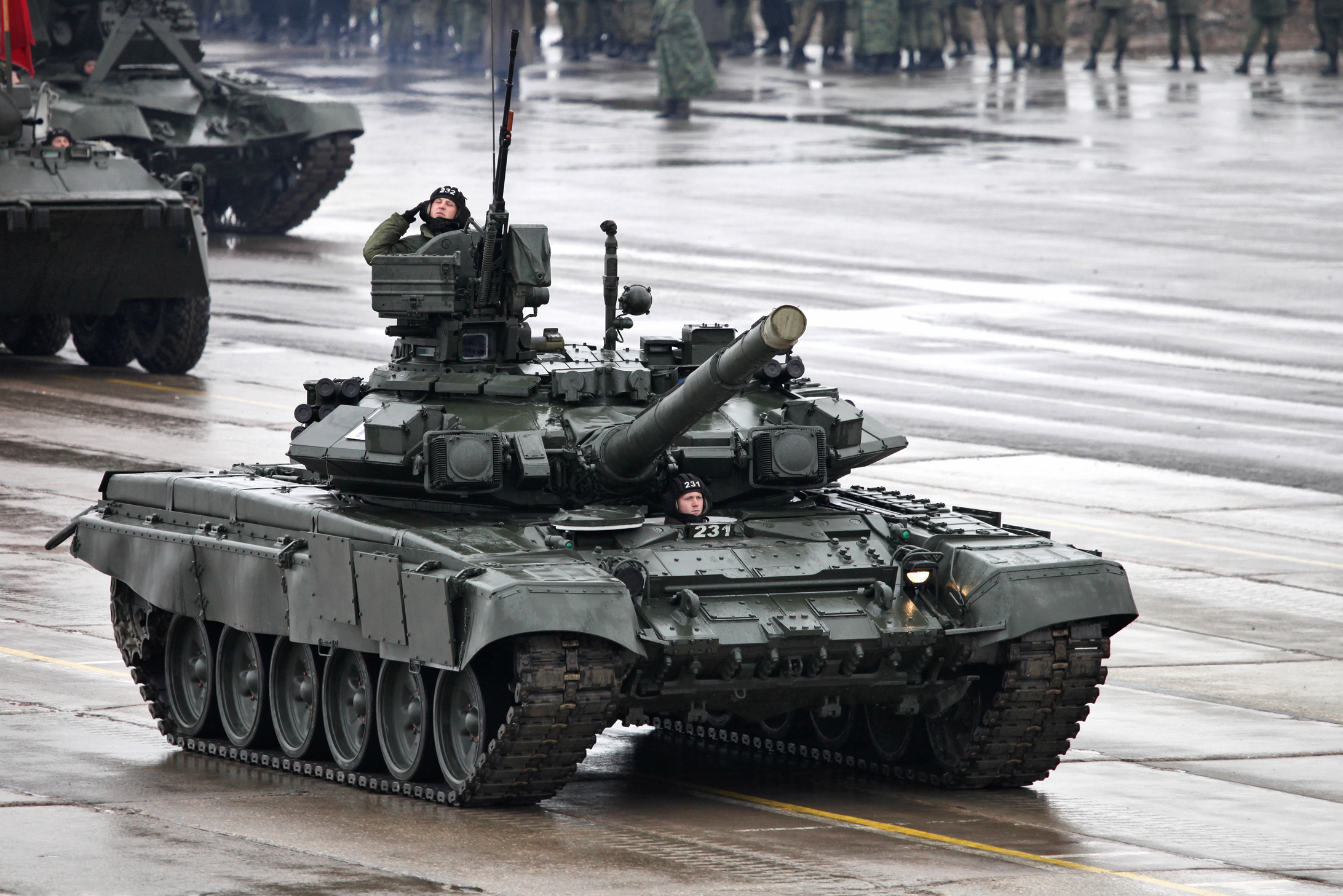
Т-90А
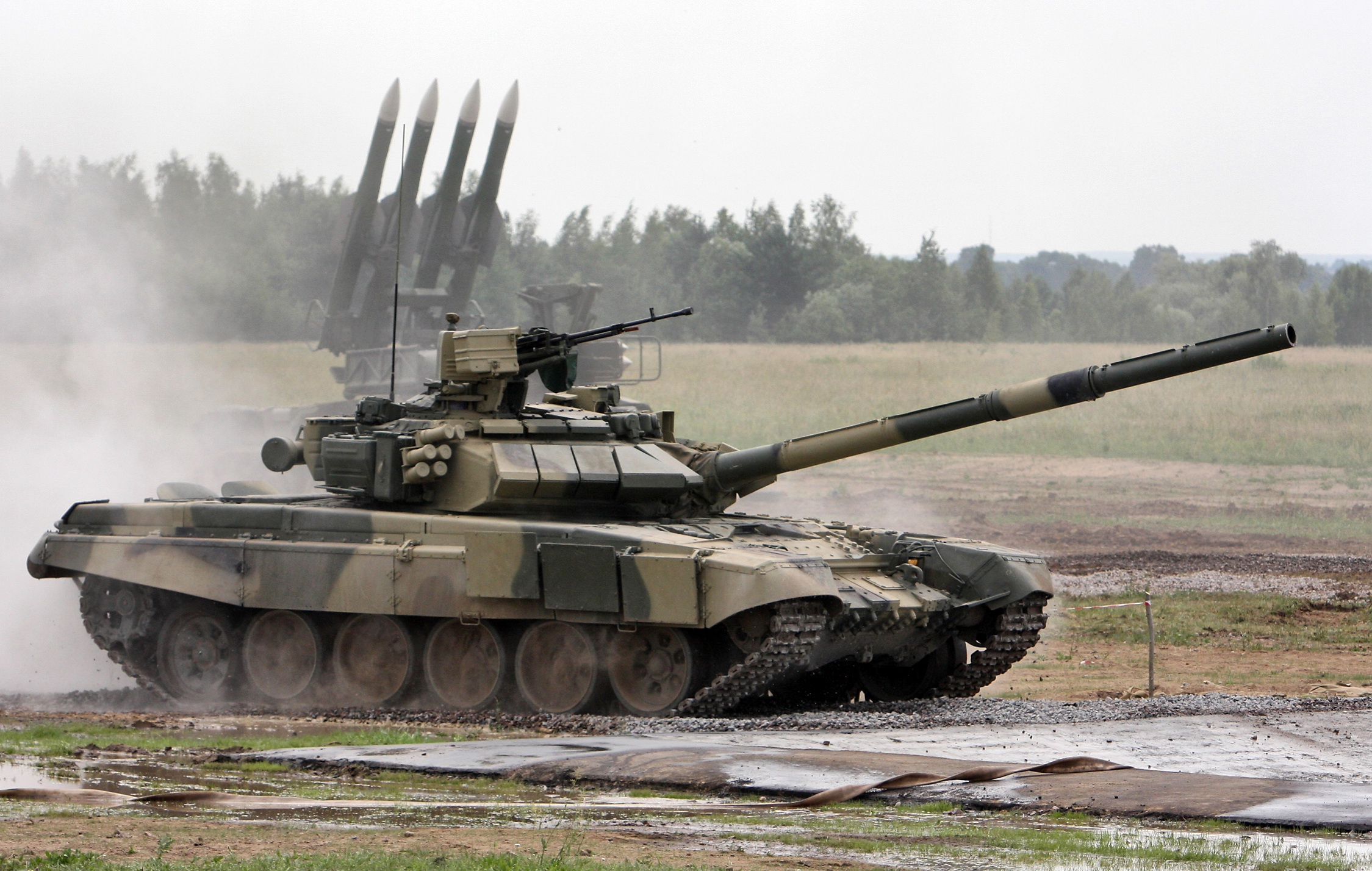
Т-90С
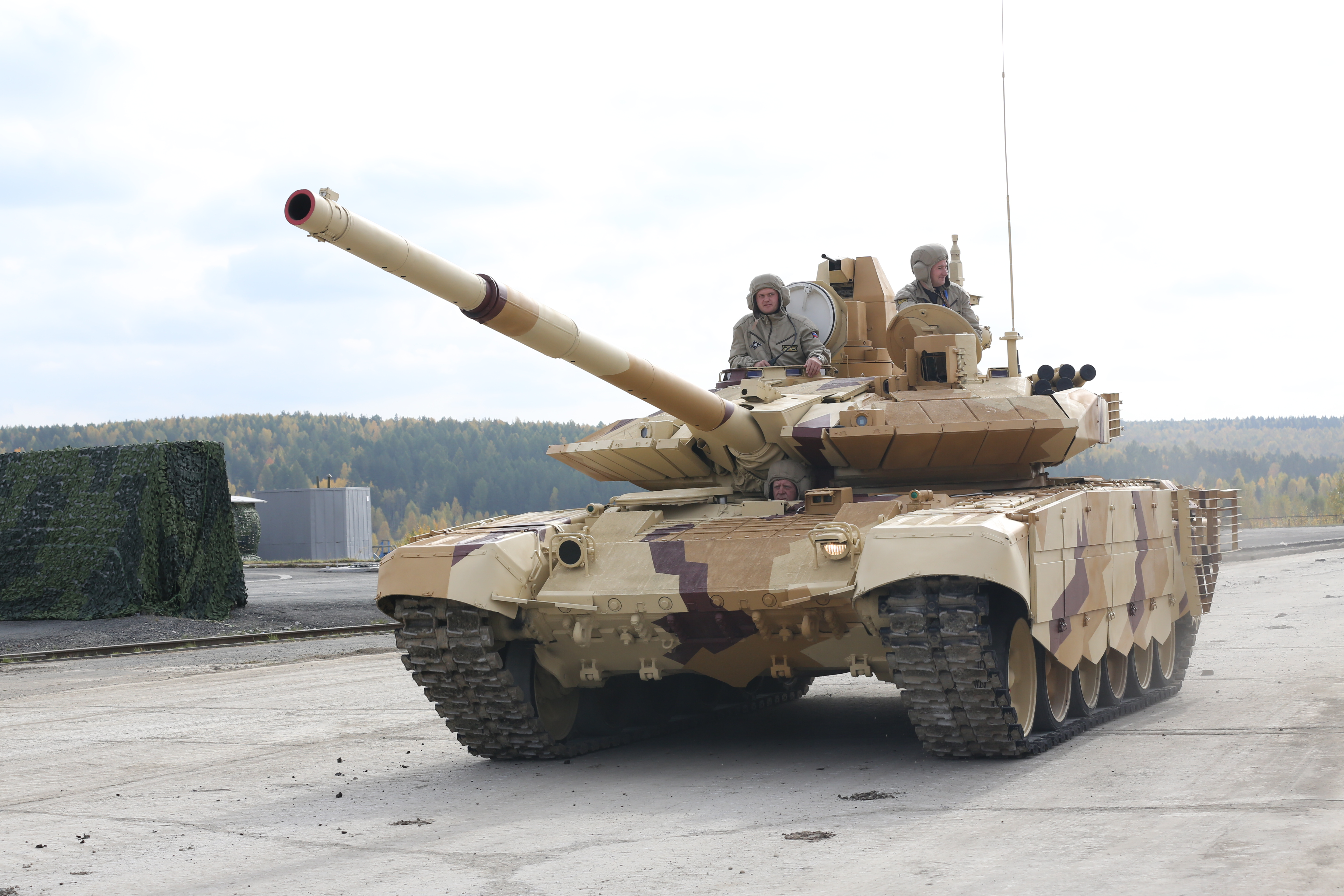
Т-90СМ
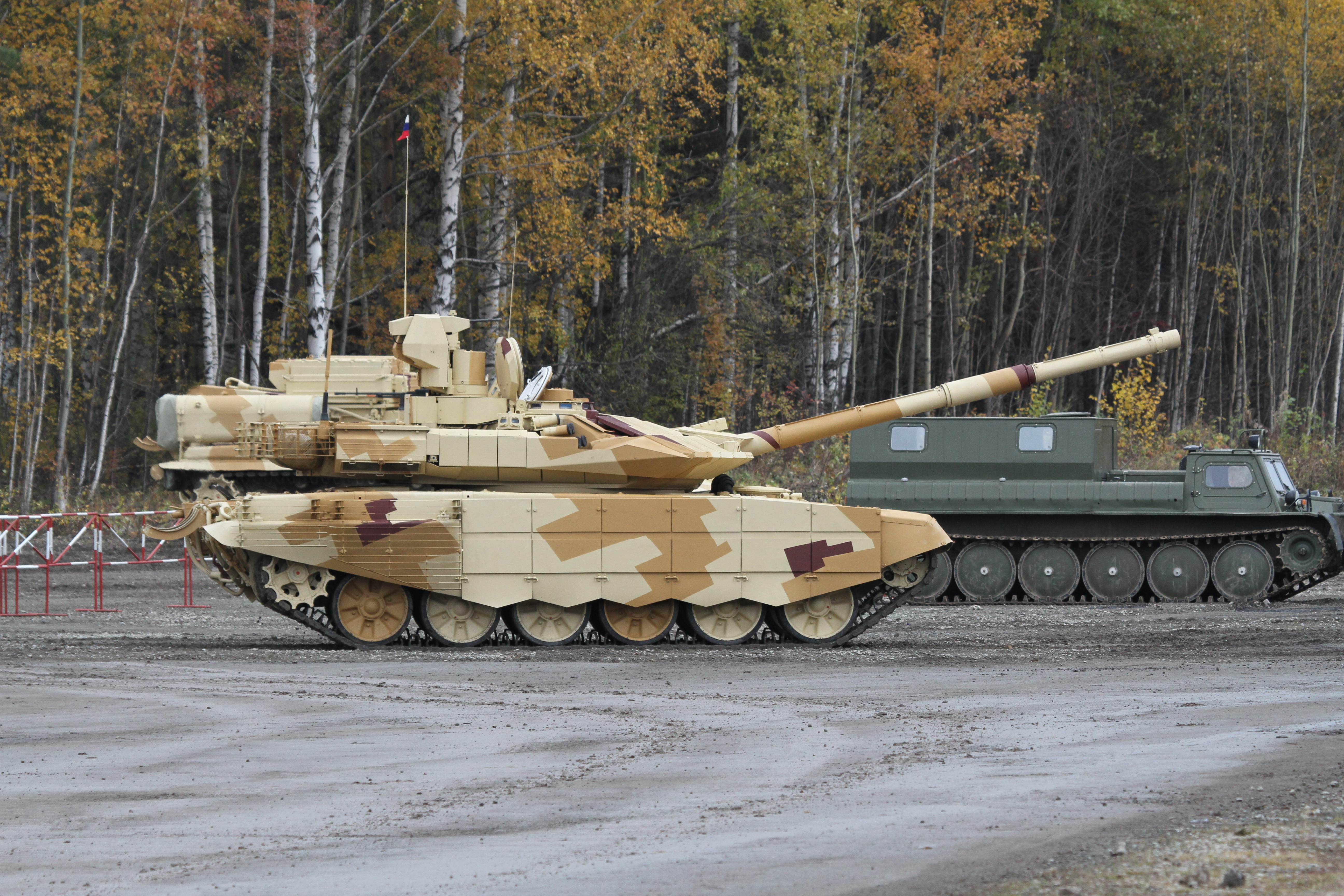
Т-90СМ